# Yves Brunier
Pour les articles homonymes, voir Yves Brunier (paysagiste) et Brunier.
 (mars 2024).
Yves Brunier, né en 1943 à Lyon, est un marionnettiste, auteur et comédien français.
On lui doit notamment le personnage de Casimir, le gentil dinosaure de L'Île aux enfants.
Il a été nommé chevalier dans l'ordre des Arts et des Lettres en janvier 2010.

## Biographie
Né à Lyon en 1943, Yves Brunier est le fils de Suzanne Brunier, agent de liaison active dans le réseau de résistance Alliance dirigé par Marie-Madeleine Fourcade. Arrêtée par la Gestapo en mars 1944, elle sera décorée de la médaille de la Résistance en 1945.
Il fait ses études secondaires au lycée Ampère de Lyon. Il vient à Paris à 17 ans pour suivre des études artistiques à l'École nationale des arts appliqués. Il y suit les cours de l'Académie de la Grande Chaumière dans l’atelier du peintre Yves Brayer, ainsi que les conférences sur l'histoire de l'art de l’École du Louvre en auditeur libre.
En 1962, il entre à L’ENSATT (Ecole Nationale Supérieure des Arts et Traditions du Théâtre) appelée à l’époque le centre de la rue Blanche. Il y passe deux années en section « scénographie et décors », puis suis les cours de comédie dans les classes de Berthe Bovy et Robert Manuel.
En 1964, il étudie à l’Université du Théâtre des Nations (aujourd’hui « Théâtre de la Ville »). Il s'initie au métier de photographe et travaille comme régisseur et assistant décorateur dans divers théâtres et tournées (théâtre Antoine, théâtre Montansier, etc.).
Sa rencontre avec le marionnettiste Philippe Genty sera déterminante. Il le rejoint pour un tour du monde en 2 CV patronné par l’UNESCO. De cette aventure, naît une série TV de 32 épisodes diffusés sur FR3 : Le tour du monde des marionnettes. Ensemble, ils créent un spectacle qui connait le succès dans de nombreux pays et remportera le prix du récital au Festival international de la marionnette de Bucarest. Ce prix leur ouvre les portes de la revue de Roland Petit et Zizi Jeanmaire au Casino de Paris (1967-1968) et au Casino Le Tropicana à Las Vegas (1970-1971).
En 1974, Christophe Izard, concepteur des programmes jeunesse de TF1, lui propose la création d’un « monstre gentil » pour l’émission L'Île aux enfants. Ce sera le célèbre Casimir, qui occupera l’antenne durant 8 ans et marquera toute une génération. En novembre 1999, Casimir fut élu « plus grand personnage pour enfants du XXe siècle » par un sondage Télé Star et IFOP.
Puis ce sera Le Village dans les nuages, de 1982 à 1985, une autre émission, pour laquelle Yves Brunier crée avec Christophe Izard, la famille des Zabars (Paltok, Kalamine, Patanok, Nouka, Tirok, Biribok et Lilika), ainsi que les villageois Oscar Paterne et Émilien Dubœuf.
Entre 1977 et 1985, Yves Brunier est également l’auteur et réalisateur de séries de programmes courts de plus de 300 épisodes, inclus dans les émissions de Christophe Izard : Toba et les autres, Philyvert le Globur, Le Petit Jour, Coloquinte et Potiron, ou les extra-terrestres Brok et Chnok en collaboration avec Denis Dugas pour l’émission Les Visiteurs du mercredi sur TF1.
En 2005, lors du lancement de la chaîne de télévision Direct 8, il réalisa une nouvelle mascotte qui sera appelée "Tuih-Tuih" (pour huit à l'envers) un énorme poulet bleu qui apparaîtra dans l'émission Octopuces pendant les premières années de la chaîne.
Par la suite, Yves Brunier remplacera Alain Duverne dans Le Bébête show de Stéphane Collaro en imaginant de nouvelles marionnettes.
Il crée dans le même temps des personnages mascottes pour de grosses sociétés comme par exemple, le lion du Crédit lyonnais, le tigre Esso et celui de Frosties de Kellogg's, Groquik pour Nestlé ou le Footix de la coupe du monde de football de 1998.
Passionné depuis toujours par la peinture, Yves Brunier fut aussi critique d’Art pour la revue Actualités des Arts. À partir de 1992, il prend la direction artistique de l’Espace Art et Patrimoine du Crédit Municipal de Paris, et devient commissaire des expositions de l’Espace Chatelet Victoria, Avenue Victoria à Paris, durant 2 ans.
Yves Brunier est parrain de La Voix de l'enfant, fédération d’associations pour l’écoute et la défense des droits de l’enfant dans le monde et dont Carole Bouquet est porte-parole.

## Principaux personnages

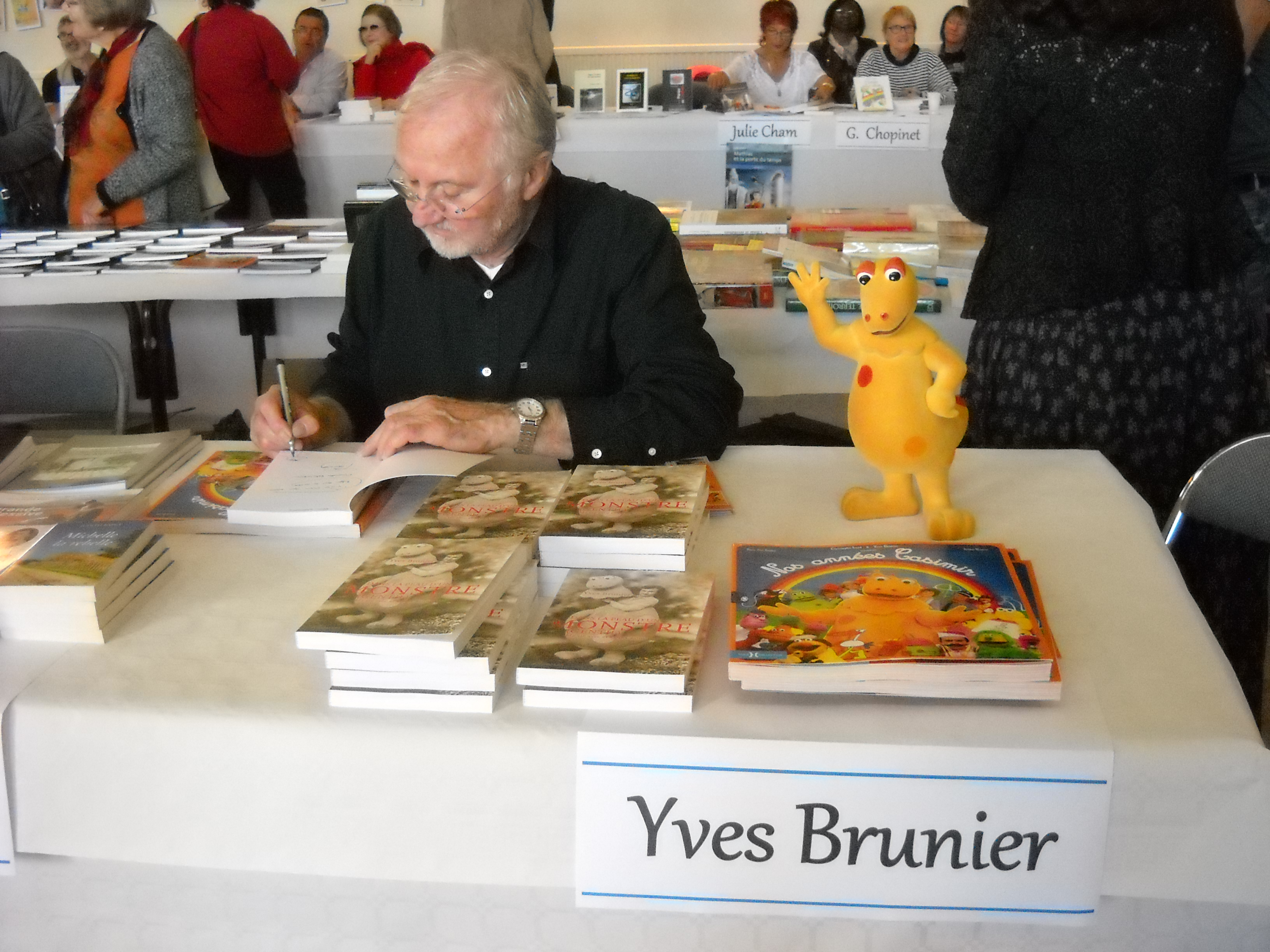
Yves Brunier, près d'une statuette de Casimir, dédicace ses livres dans les années 2010.

- Brok et Chnok : pour l'émission Les Visiteurs du mercredi sur TF1 : Chnok
- Casimir : pour l'émission L'Île aux enfants sur TF1
- Footix : mascotte de la Coupe du monde de football 1998
- Hippolyte : le cousin de Casimir
- Oscar Paterne : vieux villageois, pour l'émission Le Village dans les nuages sur TF1
- Yoyo : 5, rue Sésame
- Groquik : pour la publicité du chocolat Nesquik de Nestlé
- Le lion du Crédit lyonnais (banque)
- Le tigre Esso (pétrole)
- Le tigre Frosties de Kellogg's (céréales)
- L'oiseau Tuih-Tuih, mascotte de la chaîne Direct 8 sur la TNT
- Le célèbre « Bébête Show » sur TF1 pour lequel il a créé les principales marionnettes et animé certaines d'entre elles
- Les personnages des fables de La Fontaine et mascottes pour le parc d'attractions Mirapolis (1987)
- Comédie musicale Casimir fait son show (Samuel Ducros productions)